# Ault (Somme)
Ault é uma comuna francesa na região administrativa de Altos da França, no departamento de Somme. Estende-se por uma área de 5.99 km². Em 2010 a comuna tinha 1 448 habitantes (densidade: 241,7 hab./km²).